# 西望洋山炮台
西望洋山炮台（或稱卑拿炮台、西望洋炮台；又稱西望洋山聖母炮台、主教山炮台），是曾位於澳門西望洋山上之炮台，至今已改建為教堂。

## 沿革
西望洋山炮台建於1622年(即明天啟二年)，以防御荷蘭的入侵。昔日炮台除設置兩門銅炮(另一說是五門)外，炮台旁邊還建有供奉聖母瑪利亞的聖母堂。1892年後，炮台因失去作用而廢置。1935年，聖母堂進行擴建，自此西望洋山炮台只是在歷史文獻內的名字。

## 外部連結
- 澳門百科全書：西望洋山炮台